# Claudio Venerucci
Claudio Venerucci (* 3. August 1957) ist ein ehemaliger Fußballspieler aus San Marino.
Venerucci spielte bei dem Verein AC Tropical Ospedaletto in Coriano, Italien. Sein einziges Länderspiel absolvierte er am 28. März 1986 gegen die Auswahl Kanadas. Es war das erste offizielle Länderspiel der Nationalmannschaft San Marinos. Später arbeitete er als Trainer in Fiorentino.